# Pine Tier Dam
Pine Tier Dam är en dammbyggnad i Australien. Den ligger i kommunen Central Highlands och delstaten Tasmanien, i den sydöstra delen av landet, omkring 110 kilometer nordväst om delstatshuvudstaden Hobart. Pine Tier Dam ligger 700 meter över havet.
Trakten runt Pine Tier Dam är nära nog obefolkad, med mindre än två invånare per kvadratkilometer.. 
I omgivningarna runt Pine Tier Dam växer i huvudsak städsegrön lövskog. Genomsnittlig årsnederbörd är 1 078 millimeter. Den regnigaste månaden är september, med i genomsnitt 130 mm nederbörd, och den torraste är februari, med 46 mm nederbörd.